# Septembre 1921

## Événements
- Indes britanniques : une opération de police à la recherche d’armes dans la mosquée de Tirurangadi déclenche la Révolte des Moplahs (de) (Mapillais), population musulmane de la Côte de Malabar, contre le pouvoir colonial. La répression, qui est achevée le 26 septembre, provoque de source officielle la mort de 2 337 rebelles. 1 652 personnes sont blessées et 45 404 sont emprisonnées[1],[2]

- Québec : création à Hull de la Confédération des Travailleurs Catholiques du Canada (CTCC), centrale syndicale qui deviendra la Confédération des syndicats nationaux (CSN).

- 3 - 4 septembre : naissance du Parti communiste de Belgique.

- 28 août - 6 septembre : deuxième Congrès panafricain à Londres, Bruxelles et Paris[3]

- 12 septembre : arrestation de Simon Kimbangu, fondateur du kimbanguisme[4].

- 23 septembre : nouvelle démonstration de l'Américain Mitchell sur la supériorité de l'avion : il coule le cuirassé USS Alabama.

- 24 septembre : malgré la signature d’une trêve en juillet entre gouvernement britannique et le Sinn Féin, la guerre civile reprend en Irlande.

### Sports
- 4 septembre : première édition du Grand Prix d'Italie à Brescia. Le pilote français Jules Goux s'impose sur une Ballot.

- 18 septembre : l'Américain Mac Ready bat le record d'altitude en avion : 10 518 mètres.

- 19 septembre : mise en service en Allemagne de l'AVUS, premier circuit automobile au monde.

- 28 septembre : à Séville (Espagne), alternative de Marcial Lalanda, matador espagnol.

## Naissances
- 5 septembre : Farida d'Égypte, née Safinaz Zulfikar, reine d’Égypte et la première épouse du roi Farouk († 16 octobre 1988).
- 6 septembre : Andrée Geulen, résistante, enseignante et travailleuse sociale belge († 1er juin 2022).
- 7 septembre : Lucien Jerphagnon, philosophe et historien français († 16 septembre 2011).
- 8 septembre : Victor Razafimahatratra, cardinal malgache, jésuite et archevêque de Tananarive († 6 octobre 1993).
- 11 septembre : André Petit, homme politique français († 20 juillet 2021).
- 12 septembre : 
  - Stanisław Lem, écrivain polonais († 27 mars 2006).
  - Bachir Yellès, peintre algérien († 16 août 2022).
- 14 septembre : 
  - Paulo Evaristo Arns, cardinal brésilien, archevêque émérite de Sao Paulo († 14 décembre 2016).
  - Helmut Bantz, gymnaste allemand († 4 octobre 2004).
  - Henry Cockburn, footballeur anglais († 2 février 2004).
  - Albert Jean de Grandpré, homme d'affaires canadien.
  - Pierre Onténiente, homme de confiance, secrétaire et comptable de Georges Brassens († 13 juin 2013).
  - Bud Palmer, joueur américain de basket-ball († 19 mars 2013).
  - Herbert Ulrich, joueur professionnel et entraîneur tchécoslovaque de hockey sur glace († 23 mai 2002).
  - Maurice Varlet, résistant belge.
  - Zizinho, footballeur brésilien († 8 février 2002).
- 17 septembre : Virgilio Barco Vargas, président de la République de Colombie de 1986 à 1990 († 20 mai 1997).
- 18 septembre : 
  - Maria Judite de Carvalho, écrivain portugais († 1998).
  - Guy Tréjan, comédien français († 25 janvier 2001).
- 21 septembre : Chico Hamilton, batteur de jazz américain († 25 novembre 2013).
- 23 septembre : Volkmar Lachmann, écrivain allemand († 8 mai 1945).
- 27 septembre : Miklós Jancsó, réalisateur hongrois († 31 janvier 2014).
- 28  septembre : Valère Ollivier, coureur cycliste belge († 10 février 1958).
- 29 septembre : James Richard Cross, diplomate britannique enlevé par le FLQ († 20 janvier 2021).
- 30 septembre : Stanisław Nagy, cardinal polonais († 5 juin 2013).

## Décès
- 6 septembre : Henry Woodward, géologue et paléontologue britannique (º 24 novembre 1832).
- 22 septembre : Auguste-René-Marie Dubourg, cardinal français, archevêque de Rennes (° 1er octobre 1842).